# Cerro del Ruccolo
Il Cerro del Ruccolo con i suoi 888 m, è la vetta più elevata della zona situata nel territorio di Casacalenda e Bonefro Dalla sua cima, ove sorgono numerosi ripetitori radio-televisivi, nelle giornate particolarmente terse si possono ammirare le Isole Tremiti, l'isola di Lissa (Croazia), il Gargano, la Maiella e il Matese.